# Kronhjort
Kronhjort (Cervus elaphus), är ett stort hjortdjur. Det är landskapsdjur i Skåne och på Åland.
Artepitet i det vetenskapliga namnet är bildat av det gammalgrekiska ordet elaphos (hjort).

## Utseende

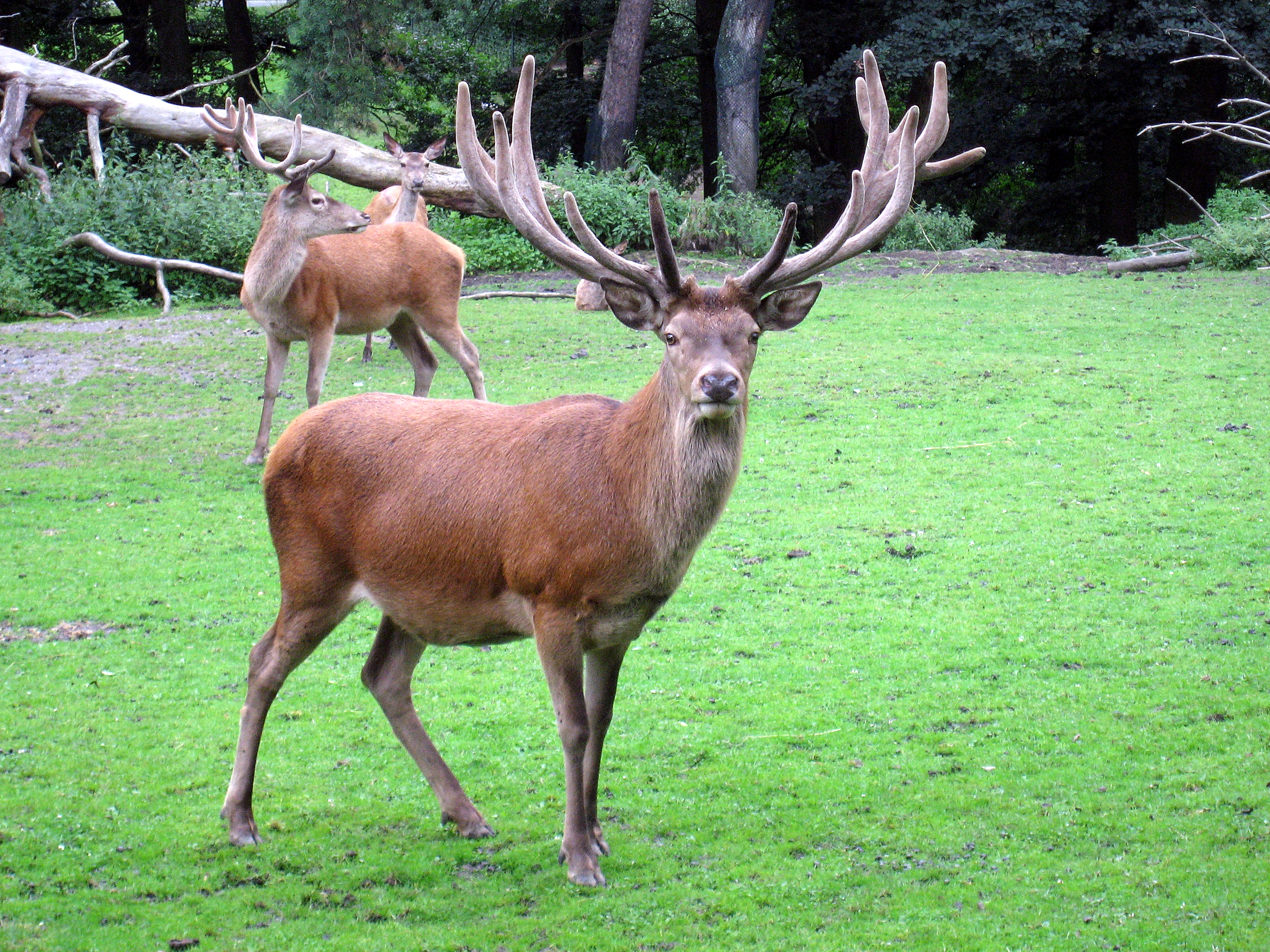
Kronhjort i djurparken.

Hanhjorten (hjorten) når en längd av 175 till 225 cm från nosen till svansroten; svansens längd är ytterligare cirka 15 cm. Mankhöjden över bogen uppgår till mellan 130 och 160 cm. Levandevikt för normalhjorten är cirka 200 kg men kan uppgå till 300 kg. Honan (hinden) är betydligt mindre. Kroppsvikten är ungefär 45 till 50 % av hannens kroppsvikt och i Norden stiger honans vikt sällan över 170 kg. Dessutom finns betydliga storleksskillnader mellan de olika underarterna. Hannar på Korsika och Sardinien blir sällan tyngre än 80 kg.
Kroppsfärgen är om sommaren mörkt rödbrunaktig (vilket givit arten dess europeisk-engelska namn, se nedan), med nedre delen av kroppssidorna grågulaktig. Huvudet är grått, mörkare på ovansidan, på sidorna ljusare. Från nacken sträcker sig ett mörkt band efter halsen och framryggen. Främre delen av bröstet och buken är brunaktig, bukens bakre del och lårens insida smutsvita. Benen i övrigt grå. Spegeln (som används inom flocken som varningssignal) är ljusröd till smutsvit.
Ungen (kalven) är rödaktig med i vita fläckar ordnade i längsgående rader, vilket kan uppfattas som resterna av en fläckig dräkt som en gång fanns hos kronhjortens förfäder.
I vinterdräkten blir de rödbruna delarna gråaktiga, varför hela djuret vintertid har ett mera gråbrunt utseende.
Kronhjortens mule är huvudsakligen bar. Övre hörntänder finns hos såväl hanhjorten som hinden. Svansen är tydligt utbildad men kort, motsvarande ungefär halva örats längd.
Hornen är rikt förgrenade och tjocka hela vägen från basen till topparna, samt mer eller mindre knottriga, pärlade.

### Storlek
Kronhjorten är ett av de största hjortdjuren. Den är i genomsnitt något tyngre men kortare än den asiatiska sambarhjorten samt något mindre än den amerikanska wapitin; den senare ses ibland som en underart till kronhjort. I familjen är endast älg uppenbart större.

## Utbredning och systematik

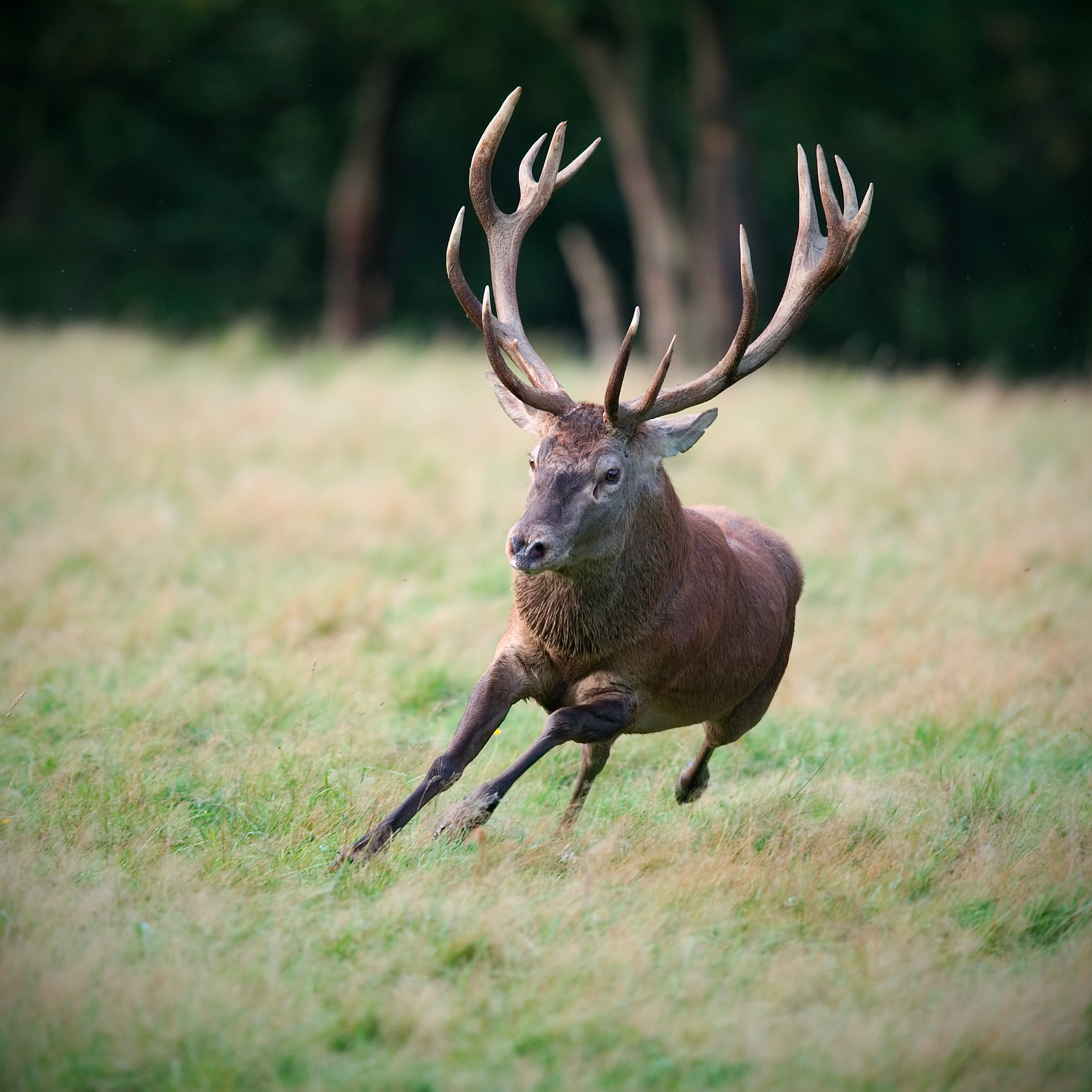
En hane på språng i Belgien.

Kronhjortens utbredningsområde sträcker sig från Europa och Nordafrika till västra Centralasien. Wapitihjort som förekommer i östra Asien och västra Nordamerika kategoriseras idag ofta som en egen art men har tidigare behandlats som underart till kronhjorten. 
I Östeuropa är kronhjorten utbredningsområde i stort sett sammanhängande men i Västeuropa finns flera från varandra avgränsade populationer. Trafiksträckor och större samhällen förhindrar ett genetiskt utbyte mellan de olika populationerna så att de blir mindre friska. Västeuropeiska stater med större kronhjortsbestånd är Storbritannien, Tyskland, Spanien och Österrike. I Frankrike, Italien, Grekland, Belgien, Irland och Nederländerna  finns däremot bara små populationer. Till Sverige kom kronhjorten redan för omkring 10 000 år sedan. Den exakta utbredningen är dock oklar. Kronhjorten nämns till exempel inte i Västgötalagen, vilket tyder på att den inte fanns där vid den tid då lagen gällde (1200-talet). 
Den minskade dock under 1800-talet. I Västergötland fanns på 1600-talet gott om kronhjort, och där försvann den sista 1836. På Kållandsö fanns på 1820-talet omkring 150 hjortar, av vilka på 1840-talet några få fanns kvar. På Omberg fanns fram till 1830-talet kronhjort. Den minskade dock och på 1880-talet fanns de endast kvar i Skåne på godsen Högestad, Baldringe, Krageholm, Söfdeborg, Snogeholm, Övedskoster och Häckeberga.
På grund av sin popularitet som jaktvilt har kronhjort inplanterats på många platser, exempelvis i Argentina, Australien, Chile, Nya Zeeland och Portugal. Även förrymda individer från hägn har bidragit till utbredningen.
I Sverige finns det populationer av kronhjort i alla län utom Norrbotten och på Gotland.

### Underarter
Det finns ett stort antal underarter, varav några är mindre livskraftiga än nominat-underarten. Förutom den skandinaviska kronhjorten (C. e. elaphus) räknas ett par asiatiska raser och en afrikansk (atlashjort, C. e. barbarus som finns i Algeriet och Tunisien). Wapitin räknas numera som egen art (C. canadiensis).

## Ekologi

### Habitat
Kronhjorten föredrar områden där skogar och öppna landskap bildar en mosaik. Den hittas bland annat i lövfällande skogar, i blandskogar och i barrskogar samt i buskskogar, i skogsgläntor, på naturliga ängar och på mossar. I bergstrakter vistas arten under sommaren på bergsängar som ibland ligger ovanför trädgränsen och den vandrar före vintern till skogstäckta dalgångar. Kronhjorten föredrar i låglandet under sommaren kulliga områden med ett täcke av träd eller buskar och den söker där under vintern mera öppna grästäckta regioner. I asiatiska regioner som allmänt kännetecknas av stäpper hittas kronhjort i och nära galleriskogar.
I Alperna når arten 2800 meter över havet.

### Föda
Kronhjorten lever av gräs, örter, löv, kvistar, knoppar, svamp, bok- och ekollon samt bark av särskilt gran och bok. Säd angrips dels grön, dels som mogen, men kronhjorten äter då endast axet. Kronhjort kan göra skada på framför allt granbestånd genom barkgnagning. Kronhjorten äter även potatis.

### Socialt beteende
Utanför parningstiden bildar honor och ungdjur flockar eller mindre hjordar med en dominant hona i spetsen och andra vuxna honor som är lägre i hierarkin och som ofta är den äldsta honans döttrar. Under vintern kan flera flockar förena sig till en stor hjord. Hannar bildar egna ungkarlsflockar utan rankning och några hannar lever ensam. Kronhjorten har allmänt inga fasta aktivitetstider. Ofta söker den under skymningen samt under natten efter föda vad troligen beror på närheten till människan.

### Fortplantning och livslängd
Parningstiden inträffar i september då handjuren, hjortarna, under brunsten brölar, och kämpar sinsemellan om hindarna. Kronhjorten är polygyn. Starkare hjortar försöker samla ett antal hindar inom ett mindre område. I slutet av maj föder hinden vanligen en, ibland två kalvar.
Naturliga rovdjur är varg och björn. De tar främst sjuka individer eller kalvar eftersom kronhjortar är ganska svårfångade djur. Det händer även att lodjur tar mindre kronhjort.[källa behövs]
Den äldsta kända individen levde 31 år och 7 månader i fångenskap i Skottland. Exemplaret är även världens äldsta kända hjortdjur.

## Kronhjorten och människan

### Hot och status
Det största hotet för kronhjorten är hybridisering med andra hjortdjur. Hotet är ännu allvarligare för kronhjortens underarter där olika underarter delar samma utbredningsområde. På flera ställen i Europa introducerades den amerikanska wapitihjorten och i mindre utsträckning även den asiatiska sikahjorten. Dessa arter bär ofta på parasiter som överförs till kronhjorten.
Regionalt påverkas kronhjorten av skogsavverkningar i samband med etablering av jordbruksmark eller andra former av urbanisering. Det gäller främst i regioner där arten inte kan flytta undan till andra skogsområden, till exempel på Korsika och Sardinien. Jakten på kronhjort är i nästan alla europeiska stater reglerad. Okontrollerad jakt förekom i norra Afrika i samband med Algerietrevolten. Även i västra Ryssland och i andra stater som tidigare ingick i Sovjetunion förekommer intensiv jakt.
Varje år förolyckas eller dödas tusentals kronhjortar i trafiken i Centraleuropa vid korsning av väg eller järnväg.[källa behövs]

### Jakt
Kronhjorten räknas som högvilt. En undersökning i Storbritannien av ett antal kronhjortar visade att 10% hade blivit skadeskjutna och hade gamla skottskador och kulor i kroppen. En annan undersökning visade liknande resultat, nämligen att 14% av kronhjortarna hade blivit skadeskjutna.

#### Jakt i Sverige
I Sverige krävs särskild högviltslicens inom kronhjortsskötselområden. Utanför dessa är jakten fri i Skåne under fastställd jakttid. Inom övriga Sverige är endast kalv tillåten under fastställd jakttid.
Artens status i Sverige är nära hotad. Enligt jaktförordningen ska fälld kronhjort anmälas, både inom och utanför kronhjortsområde.

### Uppfödning
Uppfödning i hägn är en ökande inkomstkälla.[källa behövs] Såväl begränsad jakt som normal slakt och distribution till restauranger och livsmedelsgrossister är en växande näring.